# Pavillon des Arts (Paris)
Pour les articles homonymes, voir Pavillon des Arts.
Le Pavillon des Arts était un espace d'exposition situé au sein du complexe des Halles, au 101 rue Rambuteau dans le 1er arrondissement de Paris. Fondé en 1983, il a fermé définitivement en 2006 dans le cadre du projet Canopée.

## Description
Le Pavillon des Arts était un espace d'expositions temporaires consacré à toutes les formes d'art, toutes les cultures et à toutes les époques : photographie, peinture, sculpture, costumes, meubles, médailles...

## Expositions
- novembre-décembre 1984 : La Photographie créative : les collections de la Bibliothèque nationale, 15 ans d'enrichissement[3].
- 1993 : Apollinaire critique d'art.
- 2000-01 : L'arche éthiopienne, art chrétien d'Éthiopie[4].
- 2022-2023 : Jean Dieuzaide, un regard, une vie[5].